# Nanatsuiro Drops
 (mars 2020).
Si vous disposez d'ouvrages ou d'articles de référence ou si vous connaissez des sites web de qualité traitant du thème abordé ici, merci de compléter l'article en donnant les références utiles à sa vérifiabilité et en les liant à la section « Notes et références ».
Nanatsuiro Drops (ななついろ★ドロップス, Nanatsuiro★Doroppusu) est  un jeu vidéo de type visual novel sorti en 2006 sur PC. Il a été adapté en roman, manga (2 versions) et série animée japonaise comportant 12 épisodes.

## Histoire
Tsuwabuki Masaharu, ou Haru, est un jeune étudiant sans histoire. Un après-midi, pendant une réunion de club des plus étranges, il avale malencontreusement une potion magique qui ne lui était pas destiné. Celle-ci a pour effet de le transformer en mouton en peluche la nuit venue. Haru apprend que afin de retrouver sa forme humaine, il a besoin de collecter les " Stars droplets" qui tombent du ciel. De plus, il aura besoin de l'aide d'une personne spéciale pour l'accompagner. La jeune fille élue en question est Sumomo Akihime qui accepte d’aider la petite peluche à retrouver 7 fragments d’étoiles, sans connaître sa véritable identité.Pour cela, elle reçoit une bague qui lui confère le pouvoir de capturer les fragments d'étoiles.  

## Personnages

### Sumomo Akihime
Sumomo est une fille extrêmement timide, elle ne parle presque jamais et n’ose pas adresser la parole aux autres personnes de son âge. La seule amie qu’elle a est Nako-chan (Nadeshiko Yaeno). Elle fait partie du club de jardinage avec Nadeshiko.

### Tsuwabuki Masaharu
Tsuwabuki est un garçon de la classe de Sumomo. Il est Yuki-chan, la peluche mouton la nuit et est Tsuwabuki le jour. Il aime rester seul à l’écart des autres et à rêvasser. Il entrera plus tard dans le club de jardinage.

### Nadeshiko Yaeno
Yaeno est principalement appelé Nako-chan dans l’anime. Elle est la seule amie de Sumomo et la connait depuis la maternelle, leur lien est très puissant. Elle fait partie du club de jardinage et également dans celui de kendo.

### Natsume Kisaragi
Kirasagi est un jeune professeur mystérieux qui semble connaitre beaucoup de chose sur le monde de Figurare. C’est lui qui permet à Tsuwabuki de parler et bouger en mode peluche. Il aide également Tsuwabuki à trouver un remède pour qu’il redevienne humain et c’est ainsi qu’il l’envoie chez Sumomo.

#### Nona Yuuki
Yuuki est une camarade de classe de Sumomo, elle arrive plus tard dans l’établissement. Elle semble hautaine et prétentieuse de premier regard mais c’est seulement sa solitude qui lui donne cette impression. Elle semble être riche et elle a un majordome nommé Matsuda qui l’assiste dans tous ses mouvements.